# 73701 Siegfriedbauer
73701 Siegfriedbauer este o planetă minoră (asteroid) din centura de asteroizi. A fost descoperită pe 3 octombrie 1991 la Thüringer Landessternwarte Tautenburg⁠(d) de Freimut Börngen. 
Obiectul prezintă o orbită caracterizată de o semiaxă mare de 2,4348399029624 UAi, o excentricitate de 0,09, o înclinație de 3,3 ° în raport cu ecliptica.